# ساری‌بلاغ (بالاکن)
ساری‌بلاغ (به لاتین: Sarıbulaq) یک منطقه مسکونی در جمهوری آذربایجان است که در شهرستان بالاکن واقع شده است. ساری‌بلاغ ۱۵۴۳ نفر جمعیت دارد.